# Chris Sanders
Christopher Michael Sanders (nacido el 12 de marzo de 1962) es un cineasta, animador y actor de voz estadounidense. Sus créditos incluyen la escritura y dirección de películas animadas como Lilo & Stitch (2002), Cómo entrenar a tu dragón (2010), Los Croods (2013) y The Wild Robot (2024), recibiendo nominaciones al Premio Óscar a Mejor Película de Animación por todas ellas. En 2020, dirigió una película de acción real llamada The Call of the Wild. Creó el personaje Stitch en 1985, del que posteriormente escribió la historia para la película y ha prestado su voz a este personaje en casi todas sus apariciones en los medios.

## Inicios
Sanders nació en la ciudad de Colorado Springs, Colorado, Estados Unidos, el 12 de marzo de 1962.
Desde muy temprana edad, Sanders se interesó por las tiras cómicas y el cine. Se divertía creando películas caseras con la cámara Super 8 de su padre y, con el estímulo de este hacia sus intereses en el dibujo, hizo sus propias historietas. Más tarde se interesó en la animación al conocer la función de fotograma único de la cámara. Aunque amaba a los animales y soñaba en convertirse en veterinario.
Estudió en el Arvada High School de Arvada, Colorado. Al principio quería tomar clases de arte en el instituto, pero le disuadieron cuando pidió al profesor de arte que le enseñara caricatura, sólo para que éste le contestara: «Los cómics no son arte».  Sanders luego asistió al Instituto de Artes de California, donde se graduó en 1984.

### Animación de largometrajes de Walt Disney

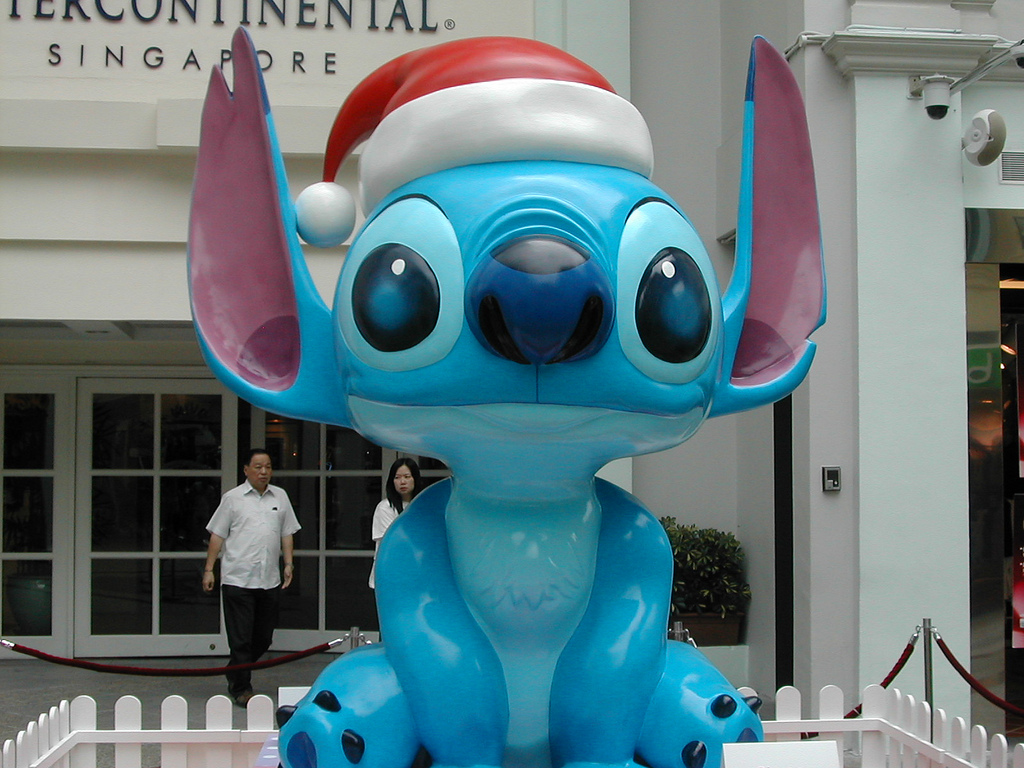
Sanders creó a Stitch, el personaje de Lilo & Stitch, en 1985, y le puso voz. Sanders sigue poniendo voz al personaje en casi todas las producciones de Disney hasta la fecha.

Sanders comenzó su carrera como diseñador de personajes en Muppet Babies, de Jim Henson. A continuación, trabajó como artista principal de guiones gráficos para Walt Disney Feature Animation y fue artista de guiones gráficos, director artístico, diseñador de producción y diseñador de personajes en las películas de la compañía: La Bella y la Bestia, Aladdin, El Rey León y Mulán.
En 1985, Sanders creó un personaje llamado " Stitch " para un fallido proyecto de libro infantil.  Mientras Sanders era el dibujante jefe de storyboards de Disney Feature Animation, el entonces CEO de Disney, Michael Eisner, decidió que, tras una serie de películas animadas de Disney de alto perfil y gran presupuesto a mediados de la década de 1990, el estudio podría intentar con una película más pequeña y menos costosa. Thomas Schumacher se puso en contacto con Chris Sanders para proponerle esa idea, y Sanders reutilizó el personaje de Stitch que se le había ocurrido. La historia requería una ubicación remota y no urbana, por lo que Sanders eligió Kauaʻi, una isla ubicada en el archipiélago de Hawái, como escenario.  Stitch se convirtió en el personaje central de la película de 2002 Lilo & Stitch, que Sanders codirigió y coescribió con Dean DeBlois . Sanders también acabaría prestando su voz al personaje que creó para la película. El éxito comercial y de crítica de la película dio lugar a una franquicia que incluye tres secuelas animadas, tres series de televisión y una película de acción real. Sanders repitió su papel de Stitch en la franquicia original (de 2002 a 2006), así como en varios crossovers posteriores de Disney, como los videojuegos Kingdom Hearts Birth by Sleep, Kinect: Disneyland Adventures y la serie Disney Infinity. Cabe destacar que Ben Diskin asumió el papel de voz de Stitch en el doblaje al inglés del anime Stitch! y en la serie animada china Stitch & Ai.
Una de las ideas principales de la película Lilo & Stitch surgió durante el desarrollo de la historia de Mulán, cuando una de las principales preocupaciones del equipo creativo era la forma de la muerte del villano, más que la necesidad de que este muriera. EEsto, a su vez, lo motivó a desarrollar la historia de Lilo & Stitch, la cual resumió como 'una historia sobre un villano que se convierte en héroe'.
En diciembre de 2006, Sanders fue destituido como director de la próxima película animada de Disney, American Dog, producida por John Lasseter. Para marzo de 2007, Sanders ya estaba negociando su salida de Disney. Tras su marcha, las funciones de dirección pasaron a manos de Chris Williams y Byron Howard, y la película pasó a llamarse Bolt.  Más tarde, Sanders declaró no sentir rencor por haber sido apartado de la película y expresó su esperanza de poder retomar algunas de sus ideas en el futuro. Aprobó la película final y los cambios realizados, afirmando: "Creo que habría sido frustrante que la película fuera esencialmente la misma pero con ligeros cambios. Y supongo que mis escenas y argumentos siguen ahí, en la estantería. Podría sacarlas y volver a hacerlas. Pero sería completamente diferente."

### DreamWorks Animation
En marzo de 2007, Sanders se había traslado a DreamWorks Animation y luego asumió como director de Crood Awakening (más tarde renombrada como The Croods). En aquel momento, Sanders comentó sobre su traslado: «Tenía muchas ganas de empezar a trabajar, así que hablé con mucha gente... Me gusta la forma en que DreamWorks ve la animación. La animación aún tiene mucho camino por recorrer, y no quiero perder la oportunidad de probar cosas nuevas con ella.»
El 24 de septiembre de 2008, se informó que Sanders y DeBlois escribirían y dirigirían Cómo entrenar a tu dragón para DreamWorks Animation.  La película se estrenó el 26 de marzo de 2010 y fue un gran éxito tanto de crítica como de taquilla, recaudando casi 500 millones de dólares en todo el mundo. Fue nominada al Premio a mejor película de animación y Premio a mejor banda sonora original en la 83ª edición de los Premios Óscar . La película también ganó diez Premios Annie, incluido el de  mejor película de animación. .
Después de completar Cómo entrenar a tu dragón, Sanders regresó a Los Croods, que se estrenó el 22 de marzo de 2013.  Compartió los créditos de dirección y escritura con Kirk DeMicco, quien se había unido en medio de la producción. La película resultó ser un éxito y recaudó más de 500 millones de dólares.  Sanders y DeMicco luego trabajaron en la secuela de Los Croods durante tres años y medio, antes de su cancelación a fines de 2016.   Sin embargo, la secuela fue revivida en septiembre de 2017, aunque con Joel Crawford reemplazando a Sanders y DeMicco como director.   Después de que salió la secuela, ahora titulada Los Croods 2: Una nueva era, Sanders y DeMicco fueron acreditados por la historia, mientras que Sanders repitió su papel de Belt.

### The Call of the Wild - incursión en el cine de acción real
En octubre de 2017, se anunció que Sanders dirigiría una nueva adaptación cinematográfica de la novela de Jack London de 1903 , La llamada de lo salvaje, para 20th Century Fox .   La película, su debut como director en solitario y en acción real, se estrenó en febrero de 2020. La película recibió una recepción crítica mixta, con un índice de aprobación del 63% en Rotten Tomatoes (a marzo de 2024),  convirtiéndola en la película peor recibida en la carrera como director de Sanders hasta el momento, y recaudó 107,6 millones de dólares   con un presupuesto de 125–150 millones de dólares,  convirtiéndose en el primer fracaso de taquilla como director de Sanders.

### Regreso a la voz de Stitch
Si bien se especuló en febrero de 2020 que Sanders repetiría su papel de voz de Stitch en la nueva versión de acción real de Lilo & Stitch,  afirmó en una entrevista de septiembre de 2022 que Disney aún no lo había contactado para repetir el papel, aunque declaró que siempre estaba abierto a volver a prestar su voz a su creación.  En abril de 2023, se confirmó que repetiría su papel en el remake,  que se lanzó en 2025.  Sanders realizaría finalmente cinco grabaciones de voz para la película, cada sesión de unas cuatro horas, en las que admitió que le resultaba difícil mantener su «voz de Stitch» durante tanto tiempo.

### Regreso a DreamWorks
El 28 de septiembre de 2023, se reveló que Sanders regresaría a DreamWorks Animation para escribir y dirigir una adaptación cinematográfica animada de la serie de libros de Peter Brown The Wild Robot .  La película se estrenó en septiembre de 2024 con gran éxito de crítica. El mes siguiente, Sanders confirmó que dirigiría una secuela de la película. 

## Vida personal
Sanders se casó con la escritora Jessica Steele-Sanders el 18 de mayo de 2015 en la Isla Grande de Hawái .  Juntos escribieron una novela ilustrada titulada Rescue Sirens: The Search for the Atavist (2015). Anteriormente, sus colegas de la industria pensaban que Sanders era gay, cuando en realidad se trataba de su colega gay el también guionista y director Dean DeBlois. En septiembre de 2023, Sanders solicitó el divorcio alegando "diferencias irreconciliables".  Sin embargo, desde entonces ha retirado el divorcio, habiendo celebrado el décimo aniversario de su matrimonio en 2025.

## Filmografía

### Películas

#### Créditos de la realización cinematográfica
| Año  | Título                    | Director | Guionista | Otro | Notas                                             |
| ---- | ------------------------- | -------- | --------- | ---- | ------------------------------------------------- |
| 1998 | Mulán                     | No       | Sí        | Sí   |                                                   |
| 1999 | Fantasía 2000             | No       | Concepto  | No   | Segmento "Pinos de Roma"                          |
| 2002 | Lilo y Stitch             | Sí       | Sí        | Sí   | con Dean DeBlois ; diseñador de personajes        |
| 2010 | Cómo entrenar a tu dragón | Sí       | Sí        | No   | con Dean DeBlois                                  |
| 2013 | Los Croods                | Sí       | Sí        | No   | con Kirk DeMicco                                  |
| 2020 | El llamado de lo salvaje  | Sí       | No        | No   | Acción en vivo y debut como director en solitario |
| 2020 | Los Croods: Una nueva era | No       | Historia  | No   |                                                   |
| 2024 | Robot salvaje             | Sí       | Sí        | No   |                                                   |

#### Departamento de animación
| Año  | Título                  | Notas                                                                  |
| ---- | ----------------------- | ---------------------------------------------------------------------- |
| 1988 | Garfield: Sus 9 vidas   | Estilista de animación (segmento "El piano de Diana")                  |
| 1990 | The Rescuers Down Under | Artista de guion gráfico / Diseñador de personajes / Desarrollo visual |
| 1991 | La bella y la bestia    | artista de guion gráfico / artista de desarrollo visual                |
| 1992 | Aladdín                 | artista de guion gráfico                                               |
| 1994 | El Rey León             | artista de guion gráfico / diseñador de producción                     |

#### Como productor ejecutivo
| Año  | Título                      | Notas                     |
| ---- | --------------------------- | ------------------------- |
| 2014 | Cómo entrenar a tu dragón 2 |                           |
| 2019 | Cómo entrenar a tu dragón 3 |                           |
| 2025 | Cómo entrenar a tu dragón   | La versión de acción real |

#### Créditos de actuación de voz
| Year      | Title                                | Role                           | Notes                                         |
| --------- | ------------------------------------ | ------------------------------ | --------------------------------------------- |
| 1998      | Mulan                                | Hermano menor                  |                                               |
| 1999      | Tarzan                               | Bebé babuino                   |                                               |
| 2002      | Lilo & Stitch                        | Stitch                         | Acreditado como "Christopher Michael Sanders" |
| 2003      | Stitch! The Movie                    | Stitch                         | Directo a vídeo                               |
| 2003–2006 | Lilo & Stitch: The Series            | Stitch, Experimento 627        | Serie televisiva                              |
| 2004      | El rey león 3: Hakuna Matata         | Stitch                         | Directo a vídeo, audio archivado              |
| 2004      | Stitch's Great Escape!               | Stitch                         | Atracción de parque temático                  |
| 2005      | Lilo & Stitch 2: Stitch Has a Glitch | Stitch                         | Directo a vídeo                               |
| 2005      | The Origin of Stitch                 | Stitch                         | Directo a vídeo, cortometraje                 |
| 2006      | Leroy & Stitch                       | Stitch, Leroy, clones de Leroy | Directo a vídeo                               |
| 2013      | Los Croods                           | Belt                           |                                               |
| 2014      | Los pingüinos de Madagascar          | Pingüino antártico             |                                               |
| 2020      | Los Croods 2: Una nueva era          | Belt                           |                                               |
| 2023      | Once Upon a Studio                   | Stitch                         | Cortometraje, audio archivado                 |
| 2025      | Lilo & Stitch                        | Stitch                         | Versión de acción real                        |

### Serie de televisión
| Año       | Título                 | Episodios             | Acreditado como          |
| --------- | ---------------------- | --------------------- | ------------------------ |
| 1984–1988 | Muppet Babies          | 60                    | diseñador de modelos     |
| 1985      | Little Muppet Monsters | 1 ("En el principio") | diseñador de modelos     |
| 1986–1987 | The Glo Friends        | 26                    | diseñador de modelos     |
| 1996      | Quack Pack             | 2                     | artista de guion gráfico |
| 1998–1999 | ¡Histeria!             | 16                    | artista de guion gráfico |

### Juegos de vídeo
| Año  | Título                                    | Rol de voz   | Notas |
| ---- | ----------------------------------------- | ------------ | --- |
| 1999 | Centro de actividades de Tarzán           | Bebé babuino | |
| 1999 | Tarzán                                    | Bebé babuino | |
| 2002 | Lilo y Stitch de Disney                   | Stitch       | Solo efectos vocales |
| 2002 | Lilo y Stitch: Problemas en el paraíso    | Stitch       | |
| 2002 | Stitch de Disney: Experimento 626         | Stitch       | |
| 2002 | Lilo y Stitch: Aventura hawaiana          | Stitch       | |
| 2003 | La isla de las aventuras de Lilo y Stitch | Stitch       | |
| 2005 | Kingdom Hearts II                         | Stitch       | Versión en inglés (incluido el complemento Final Mix+ en 2007)                                                                                            |
| 2008 | Disney Piensa rápido                      | Stitch       | |
| 2010 | Kingdom Hearts Nacimiento por sueño       | Stitch       | Versión en inglés |
| 2011 | Kinect: Aventuras en Disneyland           | Stitch       | |
| 2013 | Disney Magical World                      | Stitch       | |
| 2014 | Disney Infinity 2.0                       | Stitch       | |
| 2015 | Disney Infinity 3.0                       | Stitch       | Audio reutilizado de Disney Infinity 2.0 |
| 2023 | Disney Speedstorm                         | Stitch       | Lanzado en acceso anticipado en abril de 2023 y completamente lanzado en septiembre de 2023; Stitch agregado en una actualización de julio/agosto de 2023 |
| 2023 | Disney Dreamlight Valley                  | Stitch       | Lanzado en acceso anticipado en 2022; Stitch se agregó en una actualización de diciembre de 2022                                                          |

## Premios y nominaciones seleccionados
| Ceremony                              | Year | Category                                                        | Nominated work            | Result   | Ref.   |
| ------------------------------------- | ---- | --------------------------------------------------------------- | ------------------------- | -------- | ------ |
| Premios Óscar                         | 2003 | Mejor película de animación                                     | Lilo & Stitch             | Nominado | [ 33 ] |
| Premios Óscar                         | 2011 | Mejor película de animación                                     | How to Train Your Dragon  | Nominado | [ 34 ] |
| Premios Óscar                         | 2014 | Mejor película de animación                                     | Los Croods                | Nominado | [ 35 ] |
| Premios Óscar                         | 2025 | Mejor película de animación                                     | Robot salvaje             | Nominado | [ 36 ] |
| Premios Annie                         | 1998 | Mejor guion de largometraje                                     | Mulan                     | Ganador  | [ 37 ] |
| Premios Annie                         | 1998 | Mejor guion gráfico en una producción de largometraje           | Mulan                     | Ganador  | [ 37 ] |
| Premios Annie                         | 2003 | Mejor dirección de largometraje                                 | Lilo & Stitch             | Nominado | [ 38 ] |
| Premios Annie                         | 2003 | Mejor guion de largometraje                                     | Lilo & Stitch             | Nominado | [ 38 ] |
| Premios Annie                         | 2003 | Mejor animación de personajes en una producción de largometraje | Lilo & Stitch             | Nominado | [ 38 ] |
| Premios Annie                         | 2011 | Mejor dirección de largometraje                                 | Cómo entrenar a tu dragón | Ganador  | [ 39 ] |
| Premios Annie                         | 2011 | Mejor guion de largometraje                                     | Cómo entrenar a tu dragón | Ganador  | [ 39 ] |
| Premios Annie                         | 2014 | Mejor dirección de largometraje                                 | Los Croods                | Nominado | [ 40 ] |
| Premios Annie                         | 2025 | Mejor dirección de largometraje                                 | Robot salvaje             | Ganador  | [ 41 ] |
| Premios BAFTA                         | 2011 | Mejor película de animación                                     | Cómo entrenar a tu dragón | Nominado | [ 42 ] |
| Premios BAFTA                         | 2025 | Mejor película de animación                                     | Robot salvaje             | Nominado | [ 42 ] |
| Premios BAFTA                         | 2025 | Mejor película infantil y familiar.                             | Robot salvaje             | Nominado | [ 42 ] |
| Premios de la Crítica Cinematográfica | 2003 | Mejor película de animación                                     | Lilo & Stitch             | Nominado | [ 43 ] |
| Premios de la Crítica Cinematográfica | 2011 | Mejor película de animación                                     | Cómo entrenar a tu dragón | Nominado | [ 44 ] |
| Premios de la Crítica Cinematográfica | 2014 | Mejor película de animación                                     | Los Croods                | Nominado | [ 45 ] |
| Premios de la Crítica Cinematográfica | 2025 | Mejor película de animación                                     | Robot salvaje             | Nominado | [ 46 ] |
| Premios Globo de Oro                  | 2011 | Mejor película animada                                          | Cómo entrenar a tu dragón | Nominado | [ 47 ] |
| Premios Globo de Oro                  | 2014 | Mejor película animada                                          | Los Croods                | Nominado | [ 48 ] |
| Premios Globo de Oro                  | 2025 | Mejor película animada                                          | Robot salvaje             | Nominado | [ 49 ] |